# Mensurfäktning

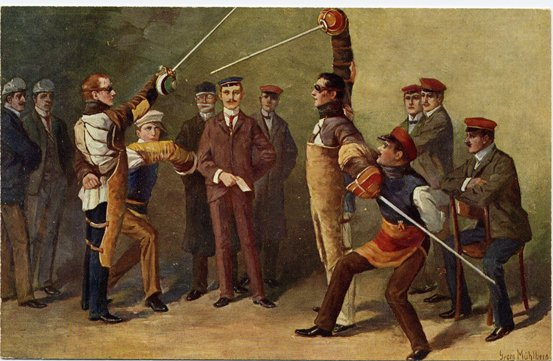
Mensurfäktning i Heidelberg kring 1900.

Mensurfäktning är ett slags fäktningsduell med sabel eller särskilt utformad värja (Korbschläger eller Glockenschläger). Ordet kommer från latinets mensura vilket betyder mått eller avstånd, i detta fall åsyftas fäktavståndet. 
Företeelsen uppkom i studentkretsar i Tyskland under mitten av 1800-talet. Studenter hade liksom adelsmän duellerat sedan medeltiden när kejsaren gav dem rätt att bära svärd för att kunna försvara sig på sina vandringar mellan hemmet och universitetsstäderna. Avsikten med mensurfäktningen var att minska dödligheten vid dueller genom att övergå från stickvapen till huggvapen. 

## Förbud och återkomst
Mensurfäktningen förbjöds av Weimarrepubliken under 1920-talet, för att sedan återigen legaliseras av den nationalsocialistiska regimen den 26 maj 1933, för att återigen förbjudas av Hitler år 1938. Efter andra världskriget förbjöd de allierade ockupationsmakterna mensurfäktningen, men den tyska författningsdomstolen gjorde den än en gång laglig år 1953 och än idag förekommer den i vissa studentföreningar (tyska: Studentenverbindung), på universitet i de tyskspråkiga länderna, samt på senare år även i Flandern, Baltikum och Chile även om den blivit något mindre vanlig efter andra världskriget. I dagsläget beräknas det finnas närmare 400 studentföreningar som förpliktigar till mensurfäktning i Tyskland, Österrike och Schweiz sammanräknat. Dessutom finns det åtskilliga "Fakultativ schlagende" där viss mensurfäktning förekommer, men inget obligatorium föreligger.

## Olika typer av mensurfäktning
Man skiljer mellan två typer av mensurfäktning: fäktparti efter vänskaplig överenskommelse (Bestimmungsmensur) och duell efter förolämpning (Persönliche Contrahage). I senare fall föreligger en vilja att träffa den andre, och man är mindre benägen att avblåsa ronderna, varvid risken för träffar och därmed ärr är större. Vid vanlig Bestimmungsmensur finns ingen önskan att träffa, utan målet är att partiet skall genomföras enligt alla regler utan att avblåsas och därmed räknas som giltigt. 
Vid mensurfäktning står kontrahenterna stilla och arbetar enbart med arm och handled i avsikt att träffa huvudet på motståndaren. Som skydd bär man fäktväst, brynja, handske, arm- och halsskydd, skyddsglasögon och ett plåtskydd över näsan. Haka, kinder och pannan är således inte skyddade. Klingan är slipad, men saknar vass spets, och är med andra ord ett rent huggvapen. Olika universitetsstäder har olika regelsystem.
Ärr i ansiktet efter mensurfäktning kallas mensurärr (tyska: Schmiss). Dessa ärr ansågs under mensurfäktningens storhetstid vara mycket ärofulla, symboliserande bärarens mod och hederskänsla, och ingenting man gömde undan. Vid studentföreningarna finns det gamla studenter som agerar som finansiärer för verksamheten, så kallade "gamla herrar" (tyska: Alte Herren) stödde i forna tider helt öppet medlemmarna av studentföreningarna, varför ett synligt mensurärr kunde underlätta vid exempelvis en anställningsintervju. Huggsåren idag är betydligt mindre än i gamla tider och fäktläkarna som alltid deltar vid ett mensurparti syr samman såren betydligt snyggare; för 100 år sydde de ofta medvetet ihop dem dåligt så ärren skulle bli större.[källa behövs]